# Pico de las Cabras (bergstopp i Spanien, Katalonien)
Pico de las Cabras är en bergstopp i Spanien.   Den ligger i provinsen Província de Lleida och regionen Katalonien, i den nordöstra delen av landet, 500 km nordost om huvudstaden Madrid. Toppen på Pico de las Cabras är 2 496 meter över havet, eller 287 meter över den omgivande terrängen. Bredden vid basen är 5,6 km.
Terrängen runt Pico de las Cabras är bergig åt nordväst, men åt sydost är den kuperad. Runt Pico de las Cabras är det mycket glesbefolkat, med 5 invånare per kvadratkilometer. Närmaste större samhälle är Vielha, 11,0 km sydväst om Pico de las Cabras. Trakten runt Pico de las Cabras består i huvudsak av gräsmarker.